# Десиметризація

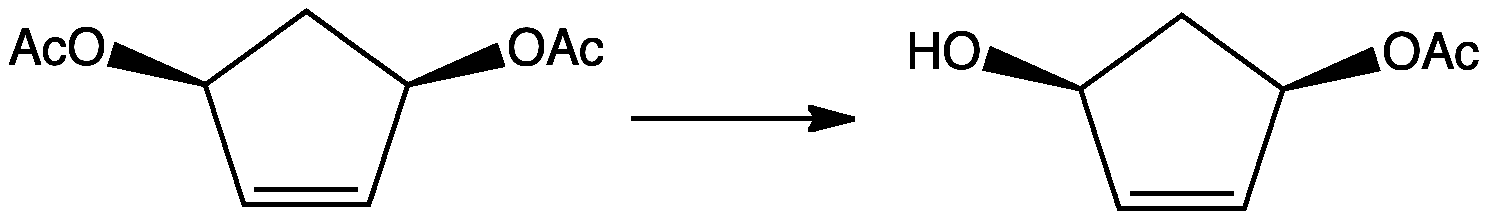
Приклад десиметризації

Десиметризація (рос. десимметризация, англ. desymmetrization) — модифікація об'єкта таким чином, що він втрачає один чи кілька елементів симетрії, зокрема тих, які зумовлюють хіральність (дзеркальна площина, центр інверсії, обертально-відбивальна вісь), як це відбувається при перетворенні прохіральної молекулярної частинки в хіральну.

## Десиметризація за Тростом
Отримання енантіомерно чистих азидо- або аміновмісних п'яти- або шестичленних кілець шляхом каталізованої сполуками паладію десиметризації з використанням N-нуклеофіла. Відбувається з утворенням паладієвого комплексу, який є похідним хірального ліганда та π-алілпаладій хлориду.

Десиметризація за Тростом